# Dodhara Chandani Bridge
Die Dodhara Chandani Bridge ist eine Hängebrücke für Fußgänger über die an dieser Stelle nur rund 1,4 km breite Mahakali im äußersten Westen Nepals.

## Lage
Sie verbindet das zwischen der indischen Grenze und dem Fluss liegende Dorf (bzw. das Village Development Committee – VDC) Dodhara im Distrikt Kanchanpur in der Verwaltungszone Mahakali mit dem VDC Chandani auf der anderen Seite des Flusses. Dodhara ist durch den Fluss Mahakali vollkommen vom eigentlichen Staatsgebiet Nepals abgeschnitten, die Brücke ist die einzige Verbindung Dodharas zu den anderen Gebieten Nepals.
Die Brücke liegt etwa 5,5 km südlich bzw. unterhalb der indischen Grenze und rund 8 km unterhalb des Mahakali-Damms. Südlich und flussabwärts ist die indische Grenze rund 11,4 km entfernt.

## Beschreibung
Die Dodhara Chandani Bridge ist eine Folge von vier Hängebrücken mit acht Pylonen, die an großen Ankerblöcken an den beiden Ufern sowie an drei gemeinsamen Ankerblöcken im Flussbett verankert sind. Die Stege zwischen den 32,72 m hohen Pylonen haben eine Spannweite von 225,40 m, die Stege zwischen den Ankern und den Pylonen haben eine Spannweite von knapp 70 m. Die Brückenstege sind leicht nach oben gebogen. Daraus entsteht eine Folge von Bögen der Spannweiten von 70 + 225,40 + 70 + 70 + 225,40 + 70 + 70 + 225,40 + 70 + 70 + 225,40 + 70 mit einer gesamten Länge von 1452,96 m zuzüglich der etwa 20 m langen Ankerblöcke an den Ufern.
Die Brücke besteht aus den Stahlpylonen sowie im Wesentlichen aus Drahtseilen. Die Hänger sind dünne Metallstäbe, die mit Augen miteinander verbunden sind. Das 1,60 m breite Brückendeck ist ein stabiles Metallgitter. Beiderseits dienen Seile als Geländer, die durch Maschendraht mit dem Brückendeck verbunden sind. Diagonale Seile zwischen den Geländern und den darunter liegenden Längsseilen dienen der Versteifung, ebenso einige Schrägseile von den Pylonen zum Brückendeck. Seitliche, im Flussbett verankerte Seile dämpfen die Schwankungen.
Die Brücke ist als Fußgängerbrücke vorgesehen, wird aber auch mit Fahrrädern und leichten Motorrädern befahren, die auch voll besetzt einander passieren können – wie überall in Nepal, im Linksverkehr.